# Halyzia sedecimguttata
Halyzia sedecimguttata је инсект из реда тврдокрилаца (Coleoptera) и породице бубамара (Coccinellidae).

## Опис
Halyzia sedecimguttata је дуга између 5 и 7mm. Пронотум је раван, спреда равно одсечен, оранжсмеђ, провидан са непрозирним жутим и белим пегама. Покрилца су жутооранж или смеђеоранж са провидним рубом и по 8 округлих белих мрља. Само су јој очи црне. Од сличних врста треба поменути Calvia decemguttata и Vibidia duodecimguttata.

## Распрострањење
Присутна је практично у целој Европи, а у Србији је релативно честа и присутна у свим деловима земље.

## Станиште
Ова врста живи по рубовима шума, на пропланцима и у вртовима, на дрвећу и жбуњу. Често бира јасен, јову и брезу. Презимљава у стељи.